# 2698 Azerbajdzhan
A 2698 Azerbajdzhan (ideiglenes jelöléssel 1971 TZ) a Naprendszer kisbolygóövében található aszteroida. Krími Asztrofizikai Obszervatórium fedezte fel 1971. október 11-én.